# Mario Volpato
Mario Volpato (Castelbaldo, 3 ottobre 1915 – Padova, 21 gennaio 2000) è stato un matematico italiano.
È stato professore universitario di matematica applicata in quattro Università italiane (Ferrara, Venezia, Trento, Padova) e a livello istituzionale ha ricoperto il ruolo di presidente della Camera di Commercio di Padova dal 1969 al 1982. Fondatore della CERVED S.p.A. nel 1974, il Centro elettronico reteconnesso valutazione elaborazione dati, considerato ancora oggi la più grande banca dati on line in Europa. Volpato è considerato figura storica nonché pioniere nel campo dell'innovazione e dell'intermodalità a livello provinciale padovano ma anche nazionale. Grazie alle sue intuizioni, il professor Mario Volpato è riuscito a dare a Padova, e attraverso Padova all'Italia intera, due innovativi pilastri per il progresso economico: l'Interporto di Padova e, appunto, la Cerved, società nazionale di informatica delle Camere di Commercio (ora InfoCamere), la struttura fondata nel 1974 che ha informatizzato i servizi di tutte le Camere di Commercio e che costituisce il primo esempio di rete interconnessa tra enti pubblici.

## Biografia
Nei primi anni Sessanta, durante il suo periodo di docenza alla facoltà veneziana di Economia e Commercio, intuì l'enorme potenzialità degli elaboratori elettronici nel campo della ricerca scientifica e delle applicazioni nella produzione ed istituì uno dei primi Centri universitari di calcolo elettronico, specializzato sin dall'inizio nella risoluzione numerica dei problemi strategici connessi alla gestione scientifica delle imprese. Successivamente, a Padova, nel periodo in cui è stato professore ordinario di calcolo delle probabilità nella facoltà di Scienze matematiche, fisiche e naturali dell'Università di Padova (dal 1974 al 1985), curò l'indirizzo applicativo del corso di laurea in matematica e diresse il Centro di matematica applicata dell'Università dal 1977 al 1990, istituito per stabilire un legame tra università e imprese. In questo periodo, con altri docenti padovani, Volpato concorse al successo dell'idea di consorziare più università per dotarle di una grossa unità centrale di elaborazione accessibile a distanza, una banca dati. Partecipò, con l'allora ministro padovano della Pubblica Istruzione Luigi Gui, alla costituzione del Consorzio (primo in Italia) per la gestione del Centro interuniversitario del Nord-Est di calcolo automatico (C.I.N.E.C.A.), sorto a Casalecchio di Reno (Bologna), del quale è stato vice presidente per i primi 10 anni. Con questo Centro, grazie a una moderna rete di informatica potenziò le capacità di calcolo scientifico di una quindicina di grandi università italiane e di istituti di ricerca dei maggiori complessi industriali nazionali. Alla fine degli anni Sessanta, il professor Volpato fu a capo di diverse commissioni di studio per l'automazione, mediante elaboratori elettronici, della gestione di enti pubblici e privati, tra i quali il Ministero della Pubblica Istruzione e la Provincia di Roma. Grazie all'esperienza determinante del CINECA, su proposta del ministro Gui, il 6 febbraio 1970 il professor Volpato fu nominato presidente della Camera di Commercio di Padova, e ricoprì questa carica fino al 1982. In quegli anni di presidenza fondò nel 1973 l'Interporto di Padova e nel 1974 il C.E.R.V.E.D (Centro elettronico reteconnesso valutazione elaborazione dati). Soprattutto per queste due sue “creature”, Volpato è considerato un vero pioniere nel campo dell'innovazione e dell'intermodalità a livello nazionale italiano. Il moderno concetto di intermodalità è nato grazie a lui: lo stesso neologismo “interporto” è stato coniato da Volpato nel 1970. In poco meno di tre anni, dal 1970 al 1973, sotto la sua spinta innovativa si creò nella Zona Industriale di Padova la società Interportuale: il 6 giugno 1973 i quattro soci fondatori, Comune di Padova, Provincia di Padova, Camera di Commercio di Padova e Ferrovie dello Stato dettero vita a “Interporto Merci Padova Spa”, annoverato poi tra i 9 Interporti di primo livello.
Con CERVED e Interporto, assieme allo sviluppo della Zona Industriale di Padova, il professor Volpato trasformò la realtà padovana, dando alla città un ruolo nazionale nell'informatica e nel trasporto intermodale delle merci. Con il matematico Alessandro Faedo, Mario Volpato fu inoltre tra i fondatori dell'Associazione italiana per l'informatica ed il calcolo automatico (A.I.C.A.), sorta a Padova. Volpato guidò il passaggio dalla meccanizzazione di servizi camerali con il sistema dell'elaborazione meccanografica a quello dell'elaborazione elettronica. Il 20 dicembre 1974 Volpato fondò infatti a Padova CERVED S.p.A., cioè la più grande banca dati on line in Europa, la cui prima sede fu in una stanza della Camera di Commercio padovana. La società CERVED (oggi Infocamere), rimane il primo esempio nazionale, ma anche europeo, di rete interconnessa tra enti pubblici. Non a caso, alla fine del 1976 questa società rappresentò uno dei punti fermi che contano nella geografia dell'informatica italiana. Nell'agosto 1982 alla presidenza della Camera di Commercio Padova, gli succedette Antonio Frigo, che restò presidente fino al 1997 dando continuità all'azione del professor Volpato. Frigo ammise subito che, oltre all'Interporto, con CERVED ricevette in eredità il massimo distributore di informazioni on line in Italia e uno dei maggiori del mondo. Nel 2011 la Camera di Commercio di Padova ha istituito il "Premio Mario Volpato" per ricordare la figura del professore. Dopo la prima edizione di quel Premio, nel 2015 l'ente camerale padovano ha modificato l'impianto e il nome del riconoscimento, chiamandolo "Premio Volpato-Menato".
A Mario Volpato è inoltre dedicato l'ITS Digital Academy Mario Volpato, Istituto Tecnico Superiore con diverse sedi in Veneto.